# Lafayette, Colorado
Lafayette är en stad i Boulder County i delstaten Colorado, USA med 23 197 invånare (2000).